# Phyllodoce breweri
Phyllodoce breweri  (лат.) — вид цветковых растений рода Филлодоце (Phyllodoce) семейства Вересковые (Ericaceae).

## Ботаническое описание

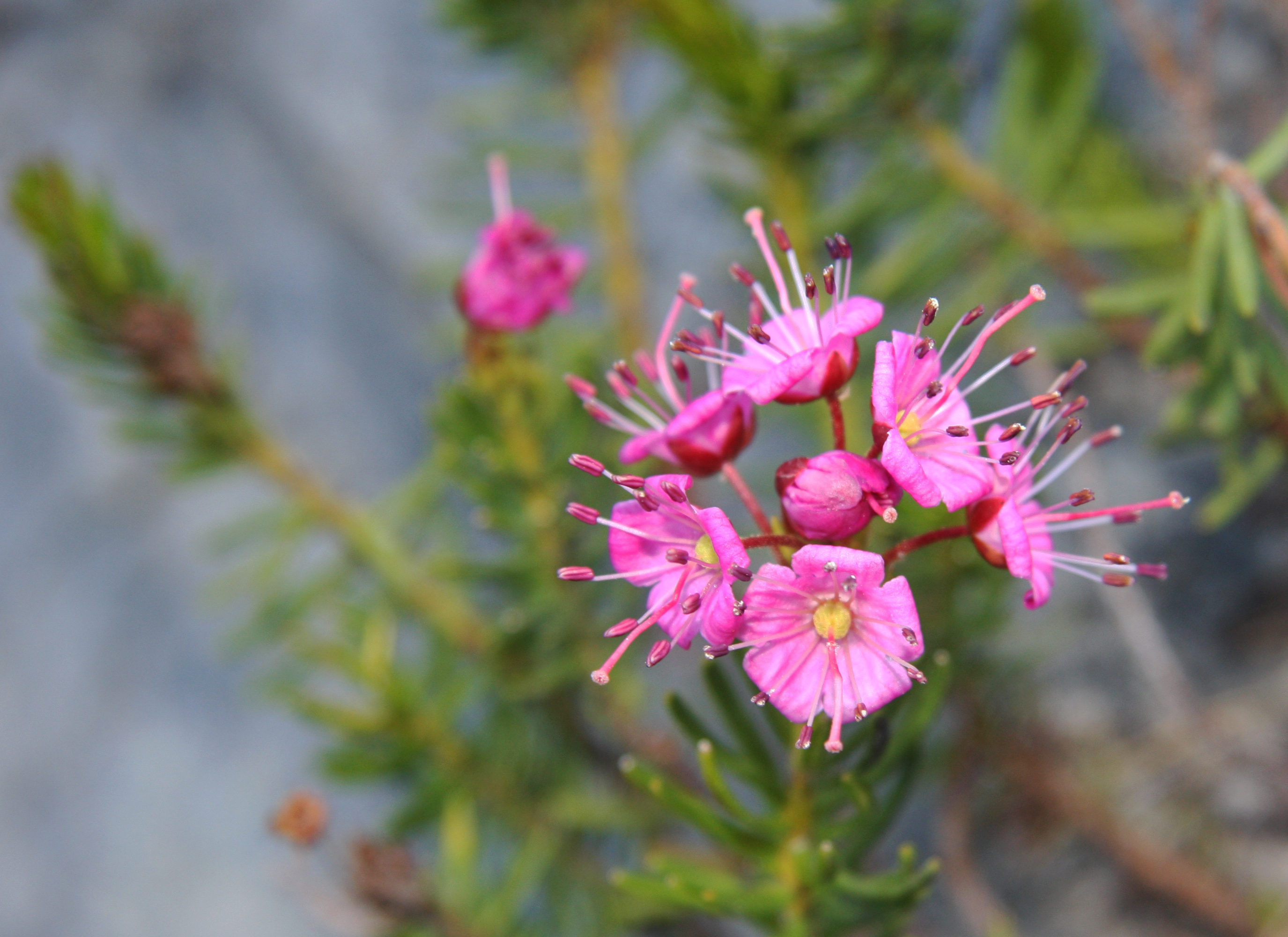
Цветки

Стелющийся кустарник с множеством густых коротких побегов, несущих многочисленные мелкие, жёсткие, вечнозелёные, игловидные листья.
Соцветие — кисть из нескольких цветков, расположено на конце ветвей, некоторые цветки сидят ниже листовых пазух. Яркие пурпурно-розовые цветки чашевидной формы, лепестки, кроме самых кончиков, срастаются, концы скручены книзу. В центре цветка расположена жёлтая завязь и 10 длинных, высовывающимися наружу тычинок с крупными пыльниками.

## Распространение и местообитание
Растение родом из Калифорнии, где растёт в горах, включая южную часть Каскадных гор, хребет Сан-Бернардино и Сьерра-Неваду. Также обитает в Неваде. Растёт в скалистых местах субальпийской зоны, таких как горные склоны и луга.